# Spaljé

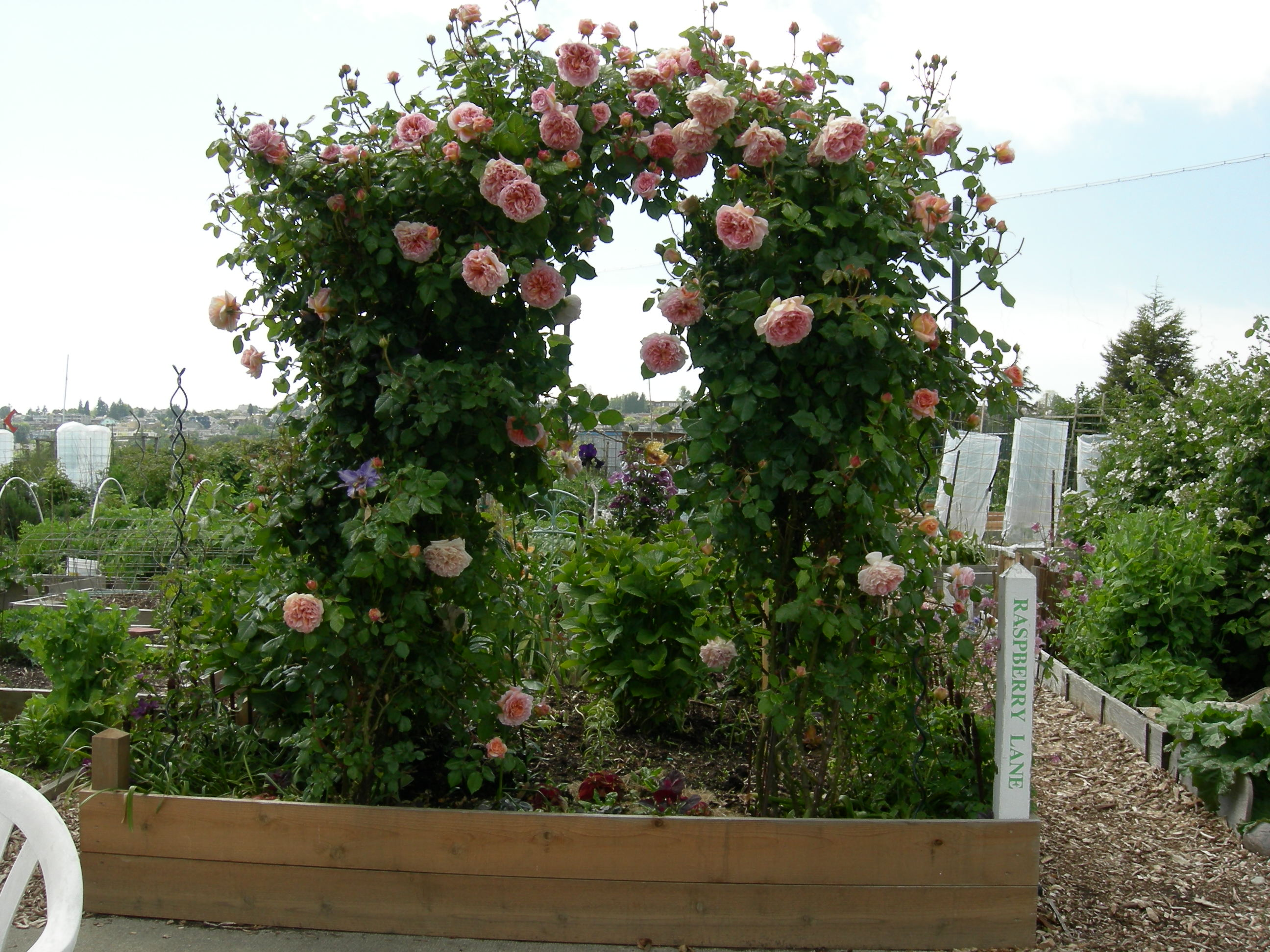
Spaljé med rosor

En spaljé, äldre treillage, är ett stöd för klätterväxter eller fruktträd gjort av trä eller metall på vilket växten tillåts klättra. En spaljé kan också ge stöd åt växten. Spaljén kan monteras antingen på en husvägg, fristående mellan stolpar, eller som tak över en pergola.
Ordet "spaljé" är belagt i svenska språket sedan 1736. Ordet kommer från italienskans "spalliera" som betyder skulderharnesk eller ryggstöd.
En treillage är ofta mer dekorerad än en spaljé.